# David Lau
David Baruch Lau, in ebraico דוד ברוך לאו‎? (Tel Aviv, 13 gennaio 1966), è un rabbino israeliano e Rabbino Capo ashkenazita d'Israele.

## Biografia
Lau nasce è il 13 gennaio del 1966 a Tel Aviv figlio del rabbino Yisrael Meir Lau. Ha studiato presso la Yeshivat Yishuv HaHadash, e poi a Yeshivat Beit Matityahu. Fu il primo rabbino della città di Shoham. 
Quando è stata fondata la città di Modi'in, è stato scelto come il suo Rabbino Capo ashkenazita d'Israele accanto al Rabbino Capo sefardita Eliyahu Alharar. Insieme al rabbino Alharar, ha fondato una serie di classi di Torah in città, ed anche per la kasherut, eruvim, e matrimoni ebraici. Rabbino Lau è un maggiore riservista dell'Intelligence.

Lau è stato il primo rabbino di Israele ad insegnare responsa su Internet. Dall'estate del 2006, è apparso ogni venerdì nello show "Ask the Rabbi", su HaArutz HaRishon, uno spettacolo su domande e risposte sull'halakha. Dal 1999, ha trasmesso il programma quotidiano "Punto ebraico" sulla stazione radio Kol Chai.
Ha pubblicato articoli in diverse riviste, come Tehumin. Allo stesso modo, ha curato un libro di responsa di suo padre intitolato Yichil Yisrael. Ha inoltre curato e pubblicato un libro in memoria di suo nonno, il rabbino Yitzchak Yedidya Frankel. Nel 2008, ha pubblicato il suo libro Maskil LeDavid sui temi della genealogia, la conversione, la legge militare, e altre questioni.
Il 24 giugno 2013, è stato eletto Rabbino Capo ashkenazita d'Israele.
Al momento della sua elezione era il più giovane (a 47 anni) eletto Rabbino Capo di Israele. L'incarico ha avuto luogo il 14 agosto 2013 presso la residenza ufficiale del Presidente di Israele.

## Vita privata
Il rabbino Lau è sposato con Tzipporah, figlia di Hadassah e Yitzhak Ralbag, un attivista politico e membro del Gran Rabbinato di Israele ed ex presidente del Consiglio religioso di Gerusalemme.